# 鳥居洋介
鳥居 洋介（とりい ようすけ、1960年（昭和35年）2月10日 - ）は、日本のジャーナリスト、コラムニスト、実業家。高知さんさんテレビ代表取締役社長。
産業経済新聞社（産経新聞社）取締役、常勤監査役、産経デジタル代表取締役社長を歴任した。

## 来歴
大阪府生まれ。1983年（昭和58年）関西学院大学社会学部を卒業し、産経新聞の遼紙「夕刊フジ」を発行する「フジ新聞社」（当時）入社。夕刊フジ関西総局編集部長、産経新聞東京本社編集局文化部長、編集長、産経新聞大阪本社夕刊編集長、執行役員夕刊フジ代表、産経新聞大阪本社執行役員編集局長などを経て、2015年（平成27年）6月に産経デジタル代表取締役社長。2023年（令和5年）6月に高知さんさんテレビ専務取締役。2024年（令和6年）6月より高知さんさんテレビ代表取締役社長。
ソーシャル経済メディアNewsPicksの「プロピッカー」（NewsPicks認定コメンテーター）も務めている。大阪編集長時代には、ラジオ大阪の情報・報道番組「News Tonight いいおとな」の「アンカーマン」（コメンテーター）も務めた。